# Tielenhemme
Tielenhemme est une commune allemande du Schleswig-Holstein, située dans le nord-est de l'arrondissement de Dithmarse (Kreis Dithmarschen), à 20 kilomètres au nord-est de la ville de Heide. Tielenhemme est l'une des 34 communes de l'Amt Kirchspielslandgemeinden Eider dont le siège est à Hennstedt.